# Verdronken Land van Zuid-Beveland
Het Verdronken Land van Zuid-Beveland is een gedeelte van Zuid-Beveland dat door de Sint-Felixvloed van 1530 werd overstroomd en nu deel uitmaakt van de Oosterschelde.
Grote delen van Vlaanderen en Zeeland werden weggespoeld. Het gebied ten oosten van Yerseke, Oost-Watering, overstroomde geheel. In dit gebied lagen 18 dorpen en de stad Reimerswaal. Deze overstroming betekende het definitieve einde van Reimerswaal. Alleen een klein stukje van de stad dat hoger lag bleef behouden. Het gebied is niet meer terug gewonnen van de zee en heet nu het 'Verdronken land van Zuid-Beveland'.
Bij de Sint-Felixvloed overstroomden ook Noord- en Zuid-Beveland: van Noord-Beveland was alleen nog de kerktoren van Kortgene te zien. In de jaren na 1530 werd Noord-Beveland langzaam maar zeker weer op de zee herwonnen.

## Verdronken dorpen
Verdronken dorpen in het gebied van het Verdronken Land van Zuid-Beveland zijn:
| Nr | Plaatsnaam (alt. naam) (jaartal verdwijnen) |  |
| 53 | Kouwerve (1530/1532)                        |  |
| 54 | Duvenee (1530/1532)                         |  |
| 55 | Lodijke (1530/1532)                         |  |
| 56 | Nieuwkerke (1530/1532)                      |  |
| 57 | Reimerswaal (1631)                          |  |
| 58 | Assemansbroek (Broecke) (1530)              |  |
| 59 | Kreke (1530/1532)                           |  |
| 60 | Steelvliet (Steenvliet) (1530/1532)         |  |
| 61 | Hinkelenoord (1552)                         |  |
| 62 | Agger (1552)                                |  |
| 63 | Everswaard (1530)                           |  |
| 64 | Ouderdinge (1530/1532)                      |  |
| 65 | Schoudee (1530/1532)                        |  |
| 66 | Nieuwlande (1530/1532)                      |  |
| 67 | Tolsende (1530/1532)                        |  |